# Epimedium pauciflorum
Epimedium pauciflorum là một loài thực vật có hoa trong họ Hoàng mộc. Loài này được K.C.Yen mô tả khoa học đầu tiên năm 1994.